# Kayla Harrison
Kayla Harrison (Middletown, 2 luglio 1990) è un'artista marziale mista ed ex judoka statunitense, vincitrice della medaglia d'oro nella categoria 78 kg ai Giochi olimpici del 2012 di Londra e alle Olimpiadi di Rio de Janeiro 2016 e attuale campionessa UFC dei pesi gallo femminili.

## Carriera
Kayla Harrison ha iniziato a praticare judo all'età di sei anni, essendo stata introdotta a questo sport da sua madre, che era una cintura nera. Ha iniziato la formazione sotto la guida di Daniel Doyle, e ha vinto due campionati nazionali all'età di 15 anni. Tuttavia, durante questo periodo Doyle abusava sessualmente di lei, che lo ha riferito ad un altro judoka, che a sua volta lo ha detto a sua madre e alla polizia. Doyle è stato giudicato colpevole e condannato a una pena detentiva di dieci anni. Un mese dopo, la Harrison ha lasciato la sua casa di Boston per allenarsi con Jimmy Pedro e suo padre.
Ha cambiato categoria di peso nel 2008, dalla categoria 63 kg alla 78 kg. Tuttavia, non ha potuto competere alle Olimpiadi del 2008, poiché ha fallito la qualificazione in tale categoria. Ha vinto il Campionato del Mondo Junior di quell'anno, e l'anno successivo è arrivata seconda, diventando la prima americana a competere in due finali consecutive dei Campionati del Mondo Junior.
Ha vinto la medaglia d'oro nella categoria 78 kg ai Campionati mondiali di judo nel 2010, la prima americano a farlo dal 1999 (quando il suo allenatore, Jimmy Pedro, vinse a Birmingham). Nel 2011 ai Mondiali di Parigi, si è classificata terza vincendo la medaglia di bronzo.
Prima delle Olimpiadi 2012, si è infortunata durante l'allenamento, strappandosi un legamento collaterale tibiale. Il 2 agosto 2012, ha vinto il titolo olimpico nella categoria 78 kg, sconfiggendo in finale la britannica Gemma Gibbons con due Yukos, per diventare la prima americana di sempre a vincere una medaglia d'oro olimpica nel judo.
Conclusa la sua carriera da judoka ha intrapreso una carriera nelle arti marziali miste.

## Palmarès
- Giochi olimpici estivi

Londra 2012: oro nei 78 kg.
Rio de Janeiro 2016: oro nei 78 kg.
- Mondiali

Tokyo 2010: oro nei 78 kg.
Parigi 2011: bronzo nei 78 kg.
Čeljabinsk 2014: bronzo nei 78 kg.
- Giochi panamericani

Guadalajara 2011: oro nei 78 kg.
Toronto 2015: oro nei 78 kg.
- Campionati panamericani di judo

San Salvador 2010: bronzo nei 78 kg.